# Улица мајке Јевросиме (Београд)
| Улица · МАЈКЕ ЈЕВРОСИМЕ | Улица · МАЈКЕ ЈЕВРОСИМЕ |
| ----------------------- | ----------------------- |
|                         |                         |
| Општина                 | Стари град              |
| Почетак                 | Таковска улица          |
| Крај                    | Нушићева улица          |
| Дужина                  | 550 m                   |
| Ширина                  | 10 m                    |
| Створена                | 1909                    |
| Названа                 | 1909                    |
|                         |                         |
|                         |                         |
|                         |                         |

Улица мајке Јевросиме налази се у непосредној близини Народне скупштине Републике Србије. Простире се од Таковске, преко Палмотићеве, Влајковићеве и Кондине улице, до Нушићеве улице, на територији општине Стари град.

## Име улице
Још од 1909. године ова улица носи име по Јевросими, жени краља Вукашина Мрњавчевића и сестри војводе Момчила, те мајци јунака Марка Краљевића.

## Историја
У историјским изворима мајка Јевросима се помиње 1370. године као Алена, по чему се може закључити да је Јевросима монашко име. А у епској традицији Јевросиму срећемо у бројним песмама о Марку Краљевићу, обично у сценама разговора сина Марка и његове остареле мајке. Најимпресивнија слика мајке Јевросиме представљена је у песми „Урош и Мрњавчевићи”, где Јевросима сина саветује да царство не дели „ни по бабу ни по стричевима, већ по правди Бога истинога”.
У улици Мајке Јевросиме, на броју 13, налази се ПТТ музеј, чији пројектант је био архитекта Момир Коруновић.

## Суседне улице
- Косовска улица
- Светогорска улица

## Значајни објекти
ПТТ музеј, Мајке Јевросиме 13
Ауторска агенције за Србију, Мајке Јевросиме 38
Дирекција Међународног филмског фестивала ФЕСТ, Мајке Јевросиме 20/A
Фондација за развој културе и стваралаштва „Нушић”, Мајке Јевросиме 21
Кафе Стрип, Мајке Јевросиме 34
Конзулат Монголије, Мајке Јевросиме 19
МУП Републике Србије - Полицијска станица Стари Град, Мајке Јевросиме 33
Музеј аутомобила Збирка Братислава Петковића, Мајке Јевросиме 30
Спортска академија Београд, Мајке Јевросиме 15
Висока струковна школа за предузетништво, Мајке Јевросиме 15

## Занимљивости
У Мајке Јевросиме 39, од 1971. до 1998. године, живео је  Живојин Павловић, познати српски редитељ и књижевник.